# Över-Grucken
Över-Grucken är en sjö i Bergs kommun i Härjedalen och ingår i Ljungans huvudavrinningsområde. Sjön är 23 meter djup, har en yta på 3,03 kvadratkilometer och befinner sig 501,1 meter över havet. Sjön avvattnas av vattendraget Ljungan.

## Delavrinningsområde
Över-Grucken ingår i det delavrinningsområde (696947-137422) som SMHI kallar för Utloppet av Över-Grucken. Medelhöjden är 553 meter över havet och ytan är 19,28 kvadratkilometer. Räknas de 151 avrinningsområdena uppströms in blir den ackumulerade arean 1 025 kvadratkilometer. Avrinningsområdets utflöde Ljungan mynnar i havet. Avrinningsområdet består mestadels av skog (80 procent). Avrinningsområdet har 3,26 kvadratkilometer vattenytor vilket ger det en sjöprocent på 16,9 procent.